# Rio Santa Júlia
Rio Santa Júlia är ett vattendrag i Brasilien.   Det ligger i delstaten Espírito Santo, i den sydöstra delen av landet, 900 km sydost om huvudstaden Brasília.
Omgivningarna runt Rio Santa Júlia är huvudsakligen savann. Runt Rio Santa Júlia är det ganska tätbefolkat, med 100 invånare per kvadratkilometer.